# Naked Blues
Naked Blues é o álbum de estreia do cantor português Paulo Furtado, The Legendary Tiger Man (cognome: One Man Band). As músicas Mannish Boy e She Said são covers de Bo Diddley e de Hasyl Adkins, respectivamente.

## Faixas
1. Gonna Shoot My Woman
2. Naked Blues
3. Break My Bone
4. I´ll Make You Mine
5. Sauselito 1PM
6. Mannish Boy
7. Lust
8. I´m Just A Man
9. Sometimes I Miss You
10. She Said

## Ligações Externas
- Sítio Oficial
- fotografias[ligação inativa]